# Павло-Лужецкий сельсовет
Павло-Лужецкий сельсовет — упразднённая административно-территориальная единица, существовавшая на территории Московской области в 1929—1954 годах.
Павло-Лужецкий сельсовет был образован в 1929 году в составе Воскресенского района Московского округа Московской области путём объединения Лужковского и Павловского сельсоветов бывшей Еремеевской волости Звенигородского уезда Московской губернии.
30 октября 1930 года Воскресенский район был переименован в Истринский район.
17 июля 1939 года к Павло-Лужецкому с/с были присоединены:
- Манихинский с/с полностью (селения Лужки и Манихино)
- селения Крюково и Ламоново упразднённого Крюковского с/с
- селения Санниково, Троицкий посёлок, станция Манихино, отделение совхоза «Большевик» и посёлок карьера № 54 упразднённого Санниковского с/с

14 июня 1954 года Павло-Лужецкий с/с был упразднён, а его территория объединена с Иваново-Октябрьским с/с в новый Ивановский с/с.